# Billy Barrage
Billy Barrage (titre original : Blockade Billy) est un roman court de Stephen King paru initialement  le 20 avril 2010 aux éditions Cemetery Dance Publications, puis dans le recueil Le Bazar des mauvais rêves en 2015.

## Résumé
William Blakely, surnommé Billy Barrage, était un formidable joueur de baseball mais toute trace de son existence a été effacée des annales sportives en raison de son terrible secret.

## Genèse
La nouvelle est parue tout d'abord le 20 avril 2010 aux éditions Cemetery Dance Publications, et a été incluse par la suite dans le recueil Le Bazar des mauvais rêves en 2015.